# 威廉·汤普逊 (哲学家)
威廉·汤普逊（英語：William Thompson，1775年—1833年3月28日），爱尔兰政治、哲学作家、社会改革家，他从功利主义出发，将其发展成了对资本主义剥削的批判。其观点对后来的合作社、工会、宪章运动及马克思产生了影响。汤普逊出生于富裕的盎格鲁爱尔兰人地主商人家庭。他生前曾准备将自己的地产遗赠给当时的合作社运动，他的家人因此为了取消这份遗嘱而付诸公堂并赢得诉讼。马克思主义理论家詹姆斯·康诺利称他为“第一个爱尔兰的社会主义者”，马克思的前身。